# ناحیه لتنیه
ناحیهٔ لتنیه (به مجاری:  Letenyei járás) یک ناحیه در مجارستان است که در زالا واقع شده‌است. ناحیهٔ لتنیه ۳۸۸٫۶۹ کیلومتر مربع مساحت و ۱۶٬۴۱۰ نفر جمعیت دارد.